# Associació Mèdica Argentina
L'Associació Mèdica Argentina (abreujat AMA) (en espanyol: Asociación Médica Argentina) és una organització científica, sense finalitats de lucre, que agrupa a metges en la República Argentina, la seu de la qual està en Buenos Aires i amb delegacions a l'interior del país. Els seus objectius fonamentals són l'especialització, el perfeccionament i l'actualització professional.

## Característiques generals
Es va crear en 1891 com a societat científica per a promoure la ciència mèdica i millorar la salut i el benestar social.
En la seua seu es realitzen sessions científiques per a difondre la informació, els avanços i els diferents aspectes de la medicina.
Està composta per seccions i/o filials que representen diferents especialitats i subespecialitats mèdiques. El seu nombre és cada vegada major, en raó de la complexitat que la ciència mèdica adquireix dia a dia.
Constitueix un centre d'ensenyament de diferents especialitats i desenvolupa múltiples activitats (congressos, jornades, cursos, seminaris, ateneus, conferències, etc.) en les àrees d'educació mèdica contínua i de postgrau.
Els membres de l'AMA requereixen ser mèdics amb una conducta, honestedat i moralitat pròpia de la professió.